# Aura: Mondi paralleli
Aura: Mondi paralleli (Aura: Fate of the Ages) è un videogioco di genere avventura grafica sviluppato dalla Streko-Graphics Inc. e pubblicato da The Adventure Company il 29 giugno 2004. Il gioco è un punta e clicca in prima persona, di tipo tradizionale.

## Trama
Il giovane Umang è allievo dell'anziano saggio Arakon. Il maestro ritiene che l'allievo sia pronto per affrontare la prova della conoscenza, tuttavia durante il suo viaggio Umang si ritroverà invischiato in una rivolta in cui, su richiesta di Arakon, deve visitare quattro mondi paralleli per recuperare dei manufatti che conferiscono l'immortalità al suo possessore.

## Sequel
Il gioco ha riscosso un notevole successo, al punto che nel 2007 è stato pubblicato il seguito Aura II: Gli anelli sacri e nel 2011 è previsto il terzo capitolo della saga Aura III: Catarsi.